# 小行星10960
小行星10960（10960 Gran Sasso）是一颗绕太阳运转的小行星，为主小行星带小行星。该小行星于1960年9月24日发现。

## 轨道参数
小行星10960的轨道半长轴为2.2252724 UA，离心率为0.098。